# لويز كونرينغ
لويز مارتين لوريت كونرينغ (بالإنجليزية: Louise Martine Laurette Conring )‏ (من مواليد 1824 - تُوفيت عام 1891) هي دينماركية الأصل، تعمل كمفتشة وممرضة بالمستشفى. كانت لويز تفتش في معاهد الشماس في ألمانيا والسويد وفرنسا بهدف إنشاء معهد في الدنمارك، كانت كونرينغ أول امرأة دنماركية تدربت في مجال التمريض، وترأست معهد الشماس في كوبنهاغن في نهاية المطاف من عام 1863.

## حياتها
ولد كونرينغ في 1 مارس 1824 في رونجستيد في بلدية هورشولم، وكانت ابنة أغسطس جورج كارل كونرينغ وزوجته هانيا كريستيان برايم. كانت طفلة ضعيفة تعيش في منزل والديها في رندسبورغ ، ثم انتقلت إلى دوقية شلسفيغ ، حيث كان والدها مسؤولًا في الجمارك، بينما كانت تنتقل في الصيف إلى مزرعة أجدادها في رونغستيد، شمال كوبنهاجن. بسبب سوء حالتها الصحية، نادراً ما كانت كونرينغ تذهب إلى المدرسة ولكن تم تدريسها من قبل والدتها والمعلمين الآخرين في المنزل، مع شقيقتها.
منذ سن الثالثة عشرة، حضرت كونرينغ الكنيسة بانتظام، وأصبحت أكثر تديناً بعد وفاة أمها في عام 1839. وقضت ثلاث سنوات في كوبنهاغن (1848-1851) في دوائر ثرية حيث تم تشجيعها على المشاركة في العمل الخيري. انضمت إلى جمعيات التمريض ورعاية الأطفال. وبعد قضاء بضع سنوات في نويشتات إن زاكسن ، عادت إلى كوبنهاغن حيث تم تعيينها مفتشة في جمعية رعاية الأطفال التي تضم 400 طفل. كانت أول امرأة في الدنمارك تحصل على هذا التعيين. لم يكن العمل سهلاً، فطلبت المساعدة من مختلف الدوائر، وذلك ما جعلها على اتصال مع الأميرة لويز.
أثناء وجودها في نيوشتاد، ساعدت كونرينغ المحسنة أمالي سيفكنج في عملها مع فقراء هامبورغ. كما زارت دار الشماس في كايزرزفيرت بالقرب من دوسلدورف التي أنشأها ثيودور فيلينر وزوجته فريدريك في عام 1836. وقد اجتذبت منهج الشماس الذي سمح للنساء برعاية المرضى أثناء تعلم كل من اللاهوت ومهارات التمريض.وبعدها تم تأسيس منازل الأم الشماس في النرويج والسويد. في عام 1861 ، بدأت الأميرة لويز تبحث عن المرأة الدنماركية التي يمكن أن تدير مؤسسة الشماس في الدنمارك. بناءً على توصية نيكولاي غوتليب بلايدل، راعي كنيسة غاريسون، كوبنهاغن، اختارت كونرينج وقبلت تعيينها في ستوكهولم. في مارس 1863 ، أصبحت أول شماسة دانماركية.
تحت قيادة كونرينغ تم افتتاح أول معهد في فريدريكسبرغ (الدنمارك) في 26 مايو 1863. في البداية، كانت هناك أربع ممرضات ولكن المؤسسة نمت بسرعة، واستوعب 63 مريضا و 17 ممرضة خلال العامين الأولين. وفي عام 1865 ، تم الحصول على مباني جديدة وفي عام 1873 تم افتتاح مبنى جديد تابع لها. تبنت كونرينغ أسلوبًا صارمًا قديمًا في إدارة المعهد، وأصبح من الصعب للغاية التعامل مع المرضى الذكور. غادر اثنان من زملائها الذكور بسبب احتجاجهم على اسلوبها، لكنها حافظت على احترام زميلاتها وخففت من أسلوبها الحاد بعد نصيحة من الملكة لويز.
توفيت لويز كونرينغ في حي فريدريكسبيرغ في كوبنهاغن في 1 أبريل 1891. خلفتها صوفي زهرتمان، تركت وراءها مؤسسة مزدهرة تتمتع بشبكة قوية في جميع أنحاء البلاد.

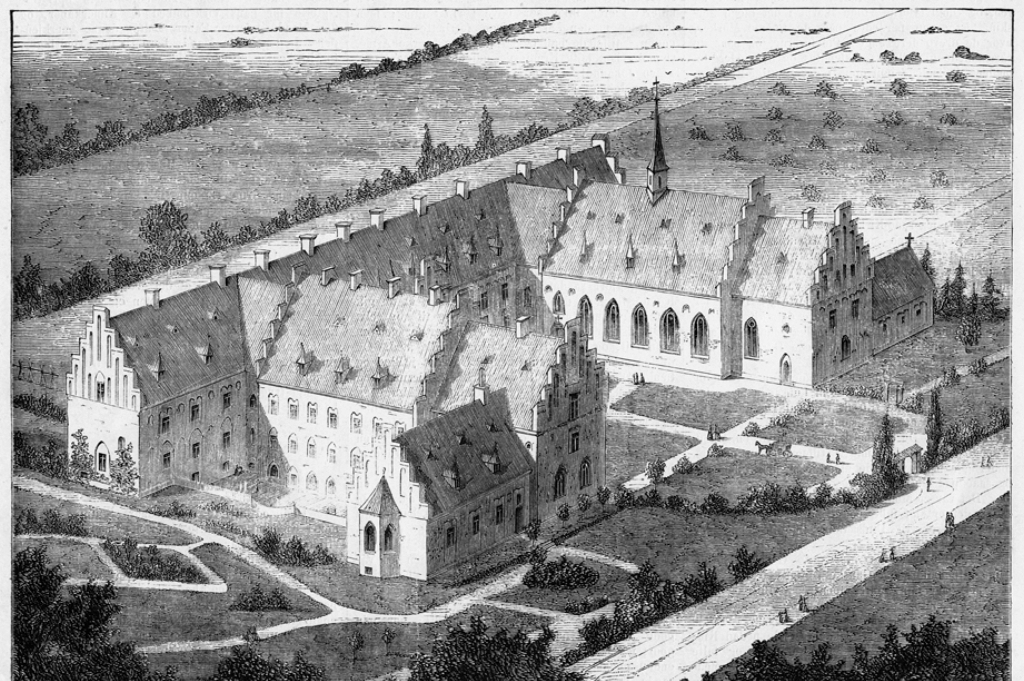
معهد الشماس ، 1873